# يوغسلافيوية

علم مملكة يوغسلافيا

علم جمهورية يوغوسلافيا الاشتراكية الاتحادية. و بعد انهيار يوغسلافيا في التسعينات، بقي هذا العلم رمزاً يوغسلافياتياً شعبياً.

اليوغسلافيوية أو اليوغوسلافيوية (بالصربو-كرواتية: Jugoslavizam/Југославизамأو Jugoslovenstvo/Југословенство، بالسلوفينية: Jugoslavizem أو Jugoslovanstvo) مصلحٌ يشير إلى القومية والوطنية المرتبطة بالسلاف الجنوبيين ويوغسلافيا. تاريخياً، كانت اليوغسلافيوية تدعو إلى اتحاد كل السلاف الجنوبيين المنتشرين الآن في أقطار: البوسنة و الهرسك، و بلغاريا، و كرواتيا، و الجبل الأسود، و صربيا (و منطقة كوسوفو المتنازع عليها، والتي لديها الآن أقلية سلافية)، و سلوفينيا، و مقدونيا. أصبحت قوةً سياسية فعالة خلال الحرب العالمية الأولى باغتيال الأرشيدوق النمساوي فرانز فرديناند على يد مناضل يوغسلافيوي/يوغسلافياتي يُدعى غافريلو برينسيب و باجتياح صربيا الذي تلاها من قبل النمسا-هنغاريا. خلال الحرب تألفت اللجنة اليوغسلافية من مهاجرين سلافيين جنوبيين من النمسا-هنغاريا (تشمل 12 كروايتاً، و 3 صربيين، وسلوفيني واحد)، دعمت صربيا وأكدت على تشكيل دولة يوفسلافيّة. أثار اغتيال فرانز فرديناند استياء الكروات والسلوفينيين النمسو-هنغاريين الذي فضلوا البقاء ضمن النسما-هنغاريا.

## لمحة عامة
كان هنالك قوميون عرقيون سلافيون جنوبيون أيدوا اليوغسلافيوية كوسيلة لتحقيق اتحادهم العرقي. بعد 1878، دمج القوميون الصرب أهدافهم مع أهداف اليوغسلافيويين، مضاهين الدور لمملكة سردينيا و بيدمونت في توحيد إيطاليا بالادعاء بأن صربيا لم تسعى فقط لتوحيد جميع الصرب في دولة واحدة؛ ولكنها اعتزمت أن تكون نظيراً سلافياً جنوبياً لبيمونت، لتوحيد جميع السلاف الجنوبيين في دولة واحدة تعرف باسم يوغسلافيا. أصبح القوميون الكروات مهتمين باليوغسلافيوية كوسيلة لتقيق توحيد الأراضي الكرواتية، بدلاً من اقسامهم تحت النمسا-هنغاريا، لا سيما مع الزعيم اليوغسلافيوي ستروسماير الذي أيد هذا باعتباره قابلاً للتحقيق في إطار ملكية يوغسلافيّة فدرالية (اتحادية). أيضاً، أيد القوميون السلوفينيون كأنتون كورُشِك الوحدة اليوغسلافيّة خلال الحرب العالمية الأولى، فقد رؤوها كوسيلة لتحرير الأراضي السلوفينية من الحكم النمسو-هنغاري.

## قبل يوغسلافيا

### الحركة الإيليرية
تسبق فكرة الوحدة السلافية الجنوبية إنشاء يوغوسلافيا قرابة قرن من الزمان. تم تطوير هذه الفكرة لأول مرة في مدينة هابسبورغ في كرواتيا على يد مجموعة من المثقفين الكروات تحت قيادة ليوديفيت غاج خلال فترة ثلاثينيات القرن التاسع عشر، وقد تطور المفهوم هذا من خلال طرح أشكال متنوعة من الوحدة المقترحة من مستويات مختلفة من التعاون الثقافي والسياسي أو مبدأ التكامل. رأى أنصار الحركة الإيليرية أن السلاف الجنوبيين يمكن أن يتحدوا حول أصل مشترك بالإضافة إلى عدة متغيرات من لغة مشتركة والحق الطبيعي في العيش في نظامهم السياسي. وجادلوا بأن التاريخ الكرواتي يُعّد جزءًا من تاريخ أوسع للسلاف الجنوبيين وأن الكروات والصرب وكذلك السلوفينيين والبلغاريين المحتملين كانوا أجزاء من دولة إيليرية واحدة. بدأت الحركة الإيليرية كحركة ثقافية هادفة إلى تعزيز الهوية الوطنية الكرواتية وتكامل جميع المقاطعات الكرواتية داخل الإمبراطورية النمساوية. كانت الإشارة إلى «المقاطعات الكرواتية» تفسر عادةً على أنها إشارة إلى ممالك كرواتيا وسلافونيا ودالماسيا، وأحيانًا، أو دائمًا، جزء من البوسنة والهرسك. كان الهدف الأوسع هو جمع جميع السلاف الجنوبيين أو جوغ-سلافيين باختصار في كومنولث داخل الإمبراطورية أو خارجها. أصبح اتجاها الحركة معروفين باسم الكرواتية واليوغوسلافية على التوالي، بهدف مواجهة الألمنة والمجرنة. في ثلاثينيات وأربعينيات القرن التاسع عشر، كان هناك عدد قليل جدًا من مؤيدي الفكرة أو الحركة الإيليرية. وجميعهم تقريبًا من الكرواتيين المثقفين على وجه الخصوص - رجال الدين والمسؤولين والفنانين والطلاب والجنود. بحلول عام 1910، احتشدوا حول حزب الشعب الكرواتي (إن إس) لكنهم بالكاد كانوا يمثلون واحد في المئة من مجموع السكان.
في الأراضي السلوفينية في منتصف القرن التاسع عشر، شعر القوميون السلوفينيون الأوائل بأنهم أقرب إلى التشيك أو الروس من السلاف الجنوبيين الآخرين، بحثًا عن حلول ضمن إطار إصلاحي لإمبراطورية هابسبورغ. نما دعم التعاون الصربي الكرواتي كرد فعل على الألمنة المستمرة، لكن معظم المثقفين السلوفينيين رفضوا تلك الأفكار الإيليرية.

### المساهمة الإيليرية في الوحدة اللغوية
منذ العصور الوسطى، تحدث الكروات ثلاث لهجات - سُميت على اسم أشكال كلمة ماذا - التشاكافية والكاجكافية والشتوكافية الغربية. أما الصرب، فقد تحدثوا بلهجتين فقط هما الشتوكافية الشرقية ولهجة بريزرن - تيموك. منذ القرن الثاني عشر، أصبحت اللهجتان الشتوكافيتان متشابهتين بشكل متزايد وأكثر تميزًا عن اللهجات الأخرى.
أيد غاج الفكرة التي اقترحها عالم قواعد الكتابة الصربي فوك كاراديتش بأن اللغة المشتركة هي أساس الأمة. ورأى كاراديتش أن الصرب والكروات يمكن أن يتم توحيدهم في نظام لهجة واحدة مشتركة. لدعم هذا الهدف، اختارت الحركة الإيليرية الترويج للهجة الشتوكافية كلغة أدبية قياسية لأن جميع الصرب تقريبًا كانوا يتحدثون بها. كان هذا يمثل تضحية تم تقديمها عن قصد - تحدث أبرز الإيليريين باللغة الكاجكافية المستخدمة عادةً في زغرب. أدى ذلك إلى اتفاق فيينا الأدبي بشأن توحيد اللغة الصربية الكرواتية كلغة مشتركة. أدى ذلك أيضًا إلى ادعاءات قومية بأن الصرب كانوا من الكروات الأرثوذكس الشرقيين وأن الكروات كانوا من صرب الروم الكاثوليك، وكذلك أن المسلمين السلافيين كانوا من الصرب المسلمين أو الكروات – مع استنكارهم لوجود الجماعات العِرقية «المتنافسة». على الرغم من الاتفاق، لم يعتمد الإيليريون المعيار الذي اقترحه كاراديتش لمدة أربعة عقود أخرى.
لم يقبل الكروات عالميًا تصميم غاج اللغوي للأمة. رأى مؤسس حزب الحقوق (إس بي)، أنتي ستارتشيفيتش، أن وجود الدول يؤدي إلى وجود الأمم. استشهد ستارتشيفيتش بفرنسا وإنجلترا كأمثلة على بناء الأمة. طبّق فكرة الدولة كأساس لأمة على الكروات من خلال الدعوة إلى مفهوم حق الدولة الكرواتية. جادل جوزيب فرانك، خليفة ستارتشيفيتش على رأس الحزب الاشتراكي، بأن الدول لها سمات عِرقية مختلفة، متخذًا موقفًا معاديًا للصرب.
لم يجد الإيليريون سوى القليل من الدعم بين الصرب في أراضي هابسبورغ إذ كانوا ينظرون إلى صربيا على أنها نواة للتوحيد السلافي الجنوبي، ما يعزو إليها الدور الذي لعبه توحيد سردينيا في التوحيد الإيطالي. رفض معظم المثقفين الصرب الشتوكافيين المعدلين باعتبارهم تهديدًا للسلافونية الكنسية والأبجدية اللاتينية التي قدمها غاج - وأوصوا الكروات باستخدام الكتابة الكريلية كأبجدية سلافية خاصة بهم. في عام 1913، كانت هناك محاولة لإنشاء معيار صربي كرواتي من قِبَل الناقد الأدبي الصربي يوفان سكيرليتش. اقترح سكيرليتش أن يقبل الكروات «اللهجة الشرقية» بينما يتخلى الصرب عن الكتابة الكريلية. حظيت الخطة باستقبال متباين في كرواتيا وتم التخلي عنها عند اندلاع الحرب العالمية الأولى. 

## اقرأ أيضاً
- يوغونوستالجيا
- يوغوسلاف
- بلقنة
- قومية سلافية